# Tarmoaffären
Tarmoaffären kallas i Finland kapningen den 3 mars 1918 av isbrytaren Tarmo på utgående från det "röda" Helsingfors, medan finska inbördeskriget pågick. Med på färden följde senatens ordförande Pehr Evind Svinhufvud och senator Jalmar Castrén. Företaget organiserades av arkitekten Haakon Lindén (1891–1939), som utgav boken Tarmo-affären (1919).